# 土居通博

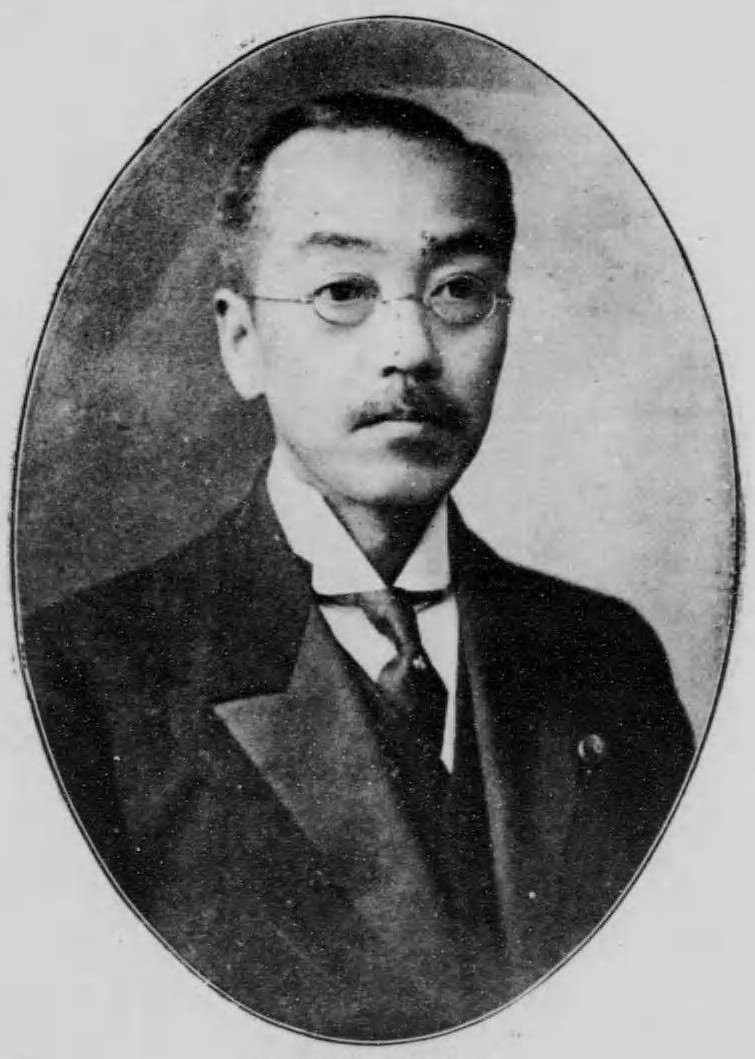
土居通博

土居 通博（どい みちひろ、1868年5月16日（慶応4年4月24日） - 1939年（昭和14年）12月8日）は、岡山県出身の政治家、実業家。貴族院多額納税者議員。

## 経歴
美作国（現岡山県）出身。明治法律学校卒業後、実業界に進む。
1897年（明治30年）、土居銀行の創立に関わり、勝間田銀行、久世銀行、武藤銀行、備前加茂銀行等を合併させて、作備銀行を設立。その後、津山銀行を加えて1924年（大正13年）に山陽銀行を設立し、頭取に就任。以降も、阿哲銀行、足守銀行、鞆銀行、丸亀銀行、倉敷大橋銀行など県内外の銀行を合併吸収。1930年（昭和5年）には、第一合同銀行と合併し、中国銀行創立に関与。
津山製糸取締役、中国鉄道取締役などにも就任。
一方、政治活動では、1906年（明治39年）に岡山県多額納税者として補欠選挙で貴族院議員に互選され、同年12月13日から1915年（大正4年）7月24日まで在任した。
次男の文治は菊正宗等で有名な嘉納財閥の九代目当主。
次女の直は、広島銀行の前身である備後銀行頭取などを務めた広島県上下町（府中市）の岡田胖十郎の長男、岡田實麿と結婚。岡田實麿は、新渡戸稲造に頼まれ、旧制第一高等学校（現在の東京大学）教授を務める。また岡田直、岡田實麿は、霊南坂協会(れいなんざかきょうかい：東京都港区赤坂）の長老を長年務める。

## 親族
- 弟:土居通憲 (衆議院議員)
- 長男:英治(妻は龍野銀行取締役 堀眞一妹 つや、つやの義弟は衆議院議員 鎌田三郎兵衛長男強三)
- 二男: 文治 (養父は嘉納財閥 本嘉納家8代目当主嘉納治郎右衛門 (八代目))
- 長女:秀子 (夫は貴族院議員 結城安次)
- 次女：直 (夫は第一高等学校 (旧制) 教授岡田實麿 )
- 四女：貞子 (夫は衆議院議員 山中義貞)